# Белоборск
 Белоборск — посёлок в Усть-Куломском районе Республики Коми в составе сельского поселения Югыдъяг.

## География
Расположен на расстоянии примерно 97 км по прямой от районного центра села Усть-Кулом на восток-юго-восток.

## История
Зарегистрирован в 1969 году. Население составляло 248 человек (1970), 468 (2000). Посёлок входил в Усть-Немский сельсовет, позже в Базовский, с 1975 Югыдъягский.

## Население
Постоянное население составляло 372 человека (русские 44 %. коми 36 %) в 2002 году, 244 в 2010.